# Župnija Sorica
Župnija Sorica je rimskokatoliška teritorialna župnija dekanije Škofja Loka nadškofije Ljubljana.